# Зденек Сверак
Зденек Сверак (чеськ. Zdeněk Svěrák, 28 березня 1936 року, Прага, Чехословаччина) — чеський актор, гуморист і сценарист.

## Біографія
Зденек Сверак народився 28 березня 1936 року в сім'ї Франтишека Сверака, робітника на електростанціях у празькій Богдальці, та його дружини — домогосподарки Реджени.
Зденек вивчав педагогіку в  Карловому університеті. У 1989 році був у журі 39-го Берлінського кінофестивалю. Відомий як сценарист і актор.

## Досягнення
Міжнародна популярність прийшла до Зденека у 1985 році, коли вийшов фільм «Село моє центральне». Сверак сам написав сценарій і знявся у другорядній ролі. Фільм у 1987 році був номінований на Оскар як кращий іноземний фільм. Наступна номінація на Оскар була в 1992 році за фільм «Початкова школа», в якому показана школа маленького містечка в післявоєнний період. Зденек Сверак зіграв у фільмі одну з головних ролей. Зрештою, в 1997 році його фільм «Коля», дія якого відбувається на тлі краху комуністичних режимів у Східній Європі в 1989 році, виграв «Оскар» як кращий іноземний фільм. Сверак зіграв низку ролей власних комедіях. Однією з найбільш відомих перших комедій Сверака є «Вирахуване щастя» (1974). У 1967 році вийшла комедія «Маречек, подайте мені ручку!», написана ним у співавторстві зі Смоляком; в фільмі вони обидва знялися у другорядних ролях.
Зденек Сверак надмірно використовує інтерпретацію та жестикуляцію вчителя, навіть якщо говорить про загальні речі. Його вміння сценариста і актора набули розвитку до 1970-х років, коли він з Ладиславом Смоляком створили ролі покірних, корисних і навіть пустотливих, але іноді й жартівливих епізодичних персонажів у своїх оригінальних комедіях. Однак поступово Сверак все більше відходив від акторської майстерності і присвятив себе написанню сценаріїв. Так він є сценаристом фільмів «Коля» і «Початкова школа», де режисером був його син Ян Сверак. Зі своїм близьким другом Ладіславом Смоляком придумав популярного вигаданого персонажа (винахідника, спортсмена, поета, письменника і філософа) Яру Цімрмана, який в 2005 році переміг у голосуванні але був дискваліфікований за своєю фіктивності.

## Фільмографія
- 1966 рік — «Жайворонки на нитці»- актор
- 1970 рік — «Пані, ви вдова» — актор
- 1974 рік — «Вирахуване щастя» — співавтор сценарію, актор
- 1976 рік — «На хуторі біля лісу» — співавтор сценарію, актор
- 1976 рік — «Маречек, подайте мені ручку!» — співавтор сценарію, актор
- 1976 рік — «Хай живуть духи!» — співавтор сценарію
- 1979 рік} — «Бронтозавр» — актор
- 1981 рік — «Біжи, офіціант, біжи!» — автор сценарію, актор
- 1981 рік — «Стихійне лихо» — актор
- 1982 рік — «Щирий привіт з земної кулі» — актор
- 1983 рік — «Яра Цімрман лежачий, сплячий» — співавтор сценарію, актор
- 1983 рік — «Свято підсніжників» — актор
- 1983 рік — «Весільна подорож на Іллю» — актор
- 1984 рік — Три ветерани — автор сценарію
- 1985 рік — Село моє центральне — автор сценарію, актор
- 1991 рік — Початкова школа — автор сценарію, актор
- 1994 рік — Життя і незвичайні пригоди солдата Івана Чонкіна — автор сценарію
- 1994 рік — Акумулятор — автор сценарію, актор
- 1996 рік — Коля — автор сценарію, актор
- 1997 рік — Розбійник і принцеса
- 2007 рік — «Порожня тара» — автор сценарію, актор
- 2010 рік — «Повернення Куки» — актор